# 8611 Юдітгольдгабер
8611 Юдітгольдгабер (8611 Judithgoldhaber, 1977 UM4, 1977 SS3, 1977 TA5, 1988 TO) — астероїд головного поясу, відкритий 18 жовтня1977.
Тіссеранів параметр щодо Юпітера — 3.504.